# Frédéric Imbert
 (octobre 2021).
Pour les articles homonymes, voir Imbert.
Frédéric Imbert (né en 1963) est un universitaire français, professeur agrégé d'arabe, spécialiste d'épigraphie arabe et islamique, et directeur du département des études arabes, médiévales et modernes à l'Institut français du Proche-Orient depuis 2015. Il est l'un des plus grands chercheurs de traces épigraphiques du Coran des deux premiers siècles de l'Islam.

## Formation
Frédéric Imbert passe son baccalauréat littéraire en 1981 avant d'intégrer l'université de Provence et de suivre une licence, une maîtrise puis une agrégation en arabe à l'issue de laquelle il sort major de promotion en 1990.
En 1991, il complète sa formation en passant un DEA en études arabes et islamiques toujours à l'université de Provence, sur le thème « Introduction au Corpus des inscriptions arabes de Jordanie », sous la direction de Solange Ory.
En 1996, il passe une thèse de doctorat en études arabes et islamiques à l'université de Provence, soutenant sur le « Corpus des inscriptions arabes de Jordanie du Nord », toujours sous la direction de Solange Ory.
En 2011, il obtient son habilitation à diriger des recherches (HDR) à l'université Aix-Marseille en soutenant sur « L’Islam des pierres : graffiti arabes des deux premiers siècles de l’Hégire ».

## Professorat, recherches et responsabilités administratives
De 1986 et 1991, il est professeur d’arabe à la Direction générale de l'Enseignement et de la Recherche (DGER), division renseignement – langues. En même temps, il prend la responsabilité de la mission française d’épigraphie arabe en Jordanie durant sept ans (1986 – 1993).
De 1990 à 1994, il est professeur agrégé d’arabe au lycée Voltaire à Paris et au lycée Les Bruyères à Rouen puis à la fin de cette expérience, devient directeur des stages de langue arabe à l’Institut français du Proche-Orient de Damas jusqu'en 1997, débutant ainsi une carrière hors métropole. Il est pensionnaire scientifique à l’Institut français du Proche-Orient entre 1996 et 1997.
Il rentre en France en 1997 et prend un poste de maître de Conférences à l'université d'Aix-Marseille, département des Études moyen-orientales, jusqu'en 2012, et occupe sur sensiblement la même période (1997-2014) un poste d'enseignant-chercheur rattaché au laboratoire du CNRS pour l'Institut de recherches et d’études sur le monde arabe et musulman.
Cumulant les responsabilités, il devient en 1999 responsable français du Programme international de coopération scientifique (PICS) au sein du CNRS – Département des Antiquités de Jordanie jusqu'en 2002. Fort de ses activités, il obtient en 2000 une bourse de la Fondation Max van Berchem.
De 2002 à 2006, il s'expatrie et est directeur du département d’enseignement de l’arabe contemporain (DEAC) au Centre français de culture et de coopération au Caire en Égypte. À la même période (2002-2012) il est membre du Conseil scientifique du pôle ESPAR (Égypte, Soudan, Péninsule Arabique) du Ministère de l'Europe et des Affaires étrangères.
En 2008, il organise un colloque international d’épigraphie islamique à Aix-en-Provence puis reprend l'année suivante un poste de professeur référant pour la commission consultative de la 15e section jusqu'en 2013.
Il est victime en 2012 d'une agression de la part d'un étudiant musulman ayant estimé qu'il avait tenu des propos "anti-islam". L'agresseur est condamné à un an de sursis et est exclu de son université.
Directeur du département des études moyen-orientales (DEMO) de 2011 à 2014, il est professeur des Universités à l'université d’Aix-Marseille au Département des études moyen-orientales (2012-2015) et devient sur la même période membre de la mission franco-saoudienne de prospections épigraphiques dans les régions de Najrân et Dûmat al-Jandal (Arabie saoudite, programme Oasis d’Arabie - UMR Orient & Méditerranée) en vue d'enrichir le corpus du Coran épigraphique.
Depuis septembre 2015, il est chargé de mission, et directeur du Département des études arabes, médiévales et modernes à l'Institut français du Proche-Orient, à Beyrouth au Liban.

## Publications

### Livres
- L’arabe dans tous ses états ; la grammaire arabe en tableaux, Ellipses, 2008, 310 p.
- Le Coran des historiens I, Etudes sur le contexte et la genèse du texte coranique / sous la direction de Mohammad Ali Amir-Moezzi, Guillaume Dye / Paris : Les Éditions du Cerf , DL 2019[5]